# Pangaea Proxima

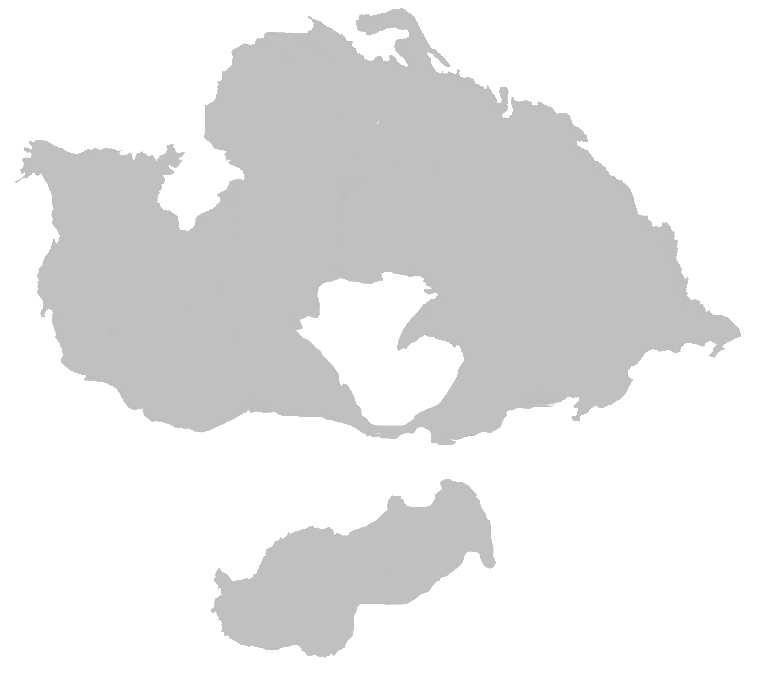
Eine grobe Annäherung an Pangaea Proxima nach dem frühen Modell auf der Website des Paleomap-Projekts.

Pangaea Proxima (auch Pangaea ultima, Neopangaea [nicht mit Novopangaea zu verwechseln] und Pangaea II genannt) ist ein möglicher Zukunfts-Superkontinent. In Übereinstimmung mit dem Superkontinenten-Zyklus könnte Pangaea Proxima innerhalb der nächsten 300 Millionen Jahre auftreten. Diese mögliche Konfiguration, die von Christopher Scotese angenommen wurde, verdankt ihren Namen ihrer Ähnlichkeit mit dem früheren Superkontinent Pangaea. Scotese änderte später Pangaea Ultima (Letztes Pangaea) in Pangaea Proxima (Nächstes Pangaea), um die Verwirrung über den Namen Pangaea Ultima zu mildern, der implizieren könnte, dass es der letzte Superkontinent sein würde.

## Konzept
Das Konzept basierte auf der Untersuchung vergangener Zyklen der Entstehung und des Auseinanderbrechens von Superkontinenten, nicht auf dem gegenwärtigen Verständnis der Mechanismen der tektonischen Veränderung, die zu ungenau sind, um sie so weit in die Zukunft zu projizieren. „Es ist alles ziemlich viel Phantasie, mit der man anfangen kann“, sagte Scotese. „Aber es ist eine lustige Übung, darüber nachzudenken, was passieren könnte. Und man kann es nur tun, wenn man eine wirklich klare Vorstellung davon hat, warum die Dinge überhaupt geschehen.“
Superkontinente beschreiben den Zusammenschluss aller oder fast aller Landmassen der Erde zu einem einzigen, zusammenhängenden Kontinent. Im Pangaea-Proxima-Szenario führt die Subduktion am westlichen Atlantik, östlich der Amerikas, zur Subduktion des Mittelatlantischen Rückens, gefolgt von einer Subduktion, die das atlantische und das indische Ozeanbecken zerstört, wodurch der Atlantische Ozean und der Indische Ozean geschlossen werden und die Amerikas wieder mit Afrika und Europa zusammengeführt werden. Wie bei den meisten Superkontinenten würde das Innere von Pangaea Proxima wahrscheinlich zu einer halbtrockenen, zu extremen Temperaturen neigenden Wüste werden.

## Hypothese zur Bildung
Nach der Pangaea-Proxima-Hypothese werden sich der Atlantik und der Indische Ozean weiter ausdehnen, bis neue Subduktionszonen die Kontinente wieder zusammenführen und ein zukünftiges Pangaea bilden. Es wird vorhergesagt, dass die meisten Kontinente und Mikrokontinente mit Eurasien kollidieren werden, so wie es auch bei der Kollision der meisten Kontinente mit Laurentia der Fall war.
In etwa 50 Millionen Jahren wird für Nordamerika eine Westverschiebung und für Eurasien eine Verschiebung nach Osten und möglicherweise sogar nach Süden vorausgesagt, wodurch sich Großbritannien näher an den Nordpol und Sibirien nach Süden in warme, subtropische Breiten verschieben würde. Es wird vorhergesagt, dass Afrika mit Europa und Arabien kollidieren wird, was das Mittelmeer und das Rote Meer vollständig abschließen wird und einen Superkontinent namens Afro-Eurasien bildet. Eine lange Gebirgskette (das Mittelmeergebirge) würde sich dann von der Iberischen Halbinsel über Südeuropa bis nach Asien erstrecken. Einigen Erhebungen wird sogar vorausgesagt, dass ihre Gipfel höher sein werden als der Mount Everest. In ähnlicher Weise wird vorausgesagt, dass Australien vor den Toren Südostasiens stranden wird, wodurch die Inseln im Landesinneren zusammengedrängt, eine weitere potenzielle Gebirgskette bilden und einen Superkontinent namens Afro-Euraustralasien formen werden. Inzwischen wird vorausgesagt, dass Südkalifornien und Baja California bereits mit Alaska kollidiert sind und sich neue Gebirgsketten zwischen ihnen gebildet haben.
Es wird vorhergesagt, dass der Atlantische Ozean in etwa 125 Millionen Jahren aufhören wird sich auszudehnen und danach zu schrumpfen, weil ein Teil des Mittelatlantischen Rückens subduziert worden sein wird. In diesem Szenario wird wahrscheinlich zuerst ein Mittelozeanischer Rücken zwischen Südamerika und Afrika subduziert; es wird vorhergesagt, dass sich der Atlantische Ozean infolge der Subduktion unter Amerika verengt hat. Auch der Indische Ozean wird sich aufgrund der Subduktion der ozeanischen Kruste nach Norden in den Zentralindischen Graben verkleinert haben. Es wird erwartet, dass sich die Antarktis nach Norden verschieben und mit Madagaskar und Australien kollidieren wird, wobei sie einen Überrest des Indischen Ozeans (Indo-Atlantischer Ozean genannt) einschließen und den Superkontinent Terra Orientalis bilden wird.
Wenn der letzte Teil des Mittelatlantischen Rückens unter den amerikanischen Kontinent subduziert wird, wird sich der Atlantische Ozean voraussichtlich rasch schließen.
Es wird prognostiziert, dass der Atlantik in 200 Millionen Jahren geschlossen sein wird. Es wird vorhergesagt, dass Nordamerika bereits mit Afrika kollidiert ist, sich aber in einer südlicheren Position befindet als dort, wo es abgedriftet ist. Für Südamerika wird vorausgesagt, dass es die Südspitze Afrikas und den Indo-Atlantischen Ozean vollständig umschließt. Der Pazifische Ozean wird breiter geworden sein und die Hälfte der Erde umschließen.

## Konsequenzen für das Leben auf der Erde
Während der Bildung von Pangaea Proxima würde es wahrscheinlich über einen längeren Zeitraum hinweg zu einem erhöhten Vulkanismus-Aufkommen auf der Erde kommen. Laut einer Studie aus dem Jahr 2023 könnte dadurch die CO2-Konzentration in der Erdatmosphäre auf bis zu 1120 ppm steigen. Auf einem Großteil der Erde würden dann dauerhaft Temperaturen jenseits der 40 °C herrschen, sodass lediglich acht Prozent der Erdoberfläche für Säugetiere bewohnbar wären. Massenaussterben – nicht nur von Säugetieren, sondern auch von anderen Tieren und Pflanzen – wären eine wahrscheinliche Folge dieses Szenarios.